# Homalomena atroviridis
Homalomena atroviridis är en kallaväxtart som beskrevs av Adolf Engler och Kurt Krause. Homalomena atroviridis ingår i släktet Homalomena och familjen kallaväxter.
Artens utbredningsområde är Papua Nya Guinea. Inga underarter finns listade.